# 211省道 (安徽省)
安徽省道211，又称苏梁路，是安徽省省道之一。 211省道起于滁州市明光市苏巷镇，终于合肥市肥东县梁园镇。途经明光市、定远县、肥东县，于池河镇连接 半长路，于梁园镇接入 合相路。